# Culturismo natural

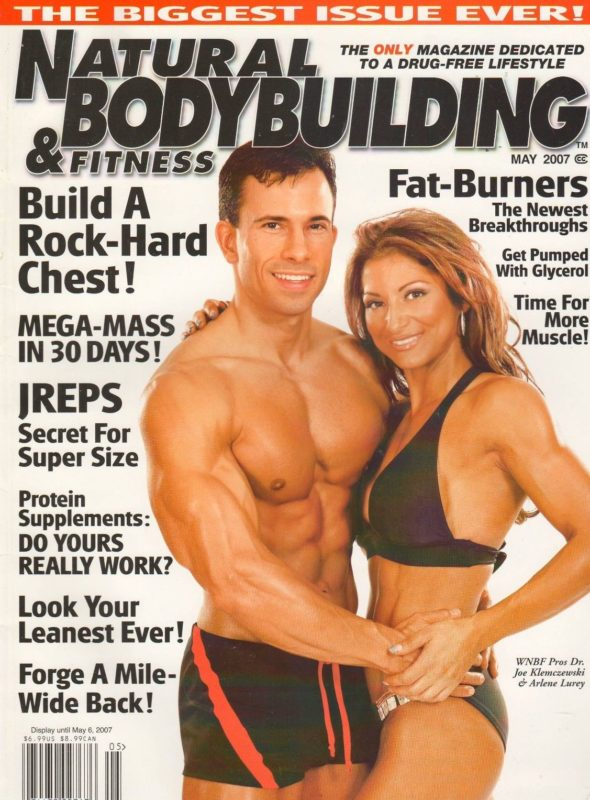
Natural Bodybuilding and Fitness Magazine con el Dr. Joe Klemczewski y Arlene Luree WNBF Professionals

El culturismo natural es un movimiento del culturismo con varias competiciones que tienen lugar para los culturistas que se abstienen de utilizar dopaje. Esto excluye categóricamente el uso de sustancias como esteroides, insulina, diuréticos y hormona de crecimiento.
Si un culturista cumple con los requisitos del organismo sancionador WADA/AEPSAD y cumple las normas específicas de la asociación donde compite, entonces se considera «natural». Existen numerosos organismos sancionadores que proporcionan sus propias normas y reglamentos que rigen los procedimientos de competencia, las calificaciones de los eventos, las listas de sustancias prohibidas y los métodos de análisis de drogas. Los métodos de detección de dopaje incluyen análisis de orina y polígrafo, y las federaciones suelen realizar estas pruebas el día de la competición, o los días previos. Las pruebas fuera de temporada, aunque son menos comunes, también se pueden usar, como es el caso de la Federación Española de Culturismo Natural. Cada organización especificará dentro de sus reglas el período de tiempo que sus atletas deben estar libres de drogas, lo que puede variar desde el día del evento, hasta estar libre de drogas durante varios años, hasta diez años, como en WNBF.
Dado que los culturistas naturales evitan el uso de esteroides y otros medicamentos para mejorar el rendimiento, buscan optimizar su entrenamiento, dieta y regímenes de descanso para maximizar la producción de hormonas anabólicas naturales, acelerando así la recuperación y aumentando la hipertrofia y la fuerza, tratando de alcanzar su máximo potencial genético natural. Para ello, se siguen unas pautas de puesta a punto muy diferentes a las del culturismo con drogas, debido a que para un culturista natural los tiempos y protocolos tienen que respetar sus ritmos fisiológicos naturales, al no ser estos alterados por los fármacos.
Ciertos suplementos legales también se pueden usar para ayudar a la recuperación y promover el crecimiento muscular, aunque se necesita diligencia ya que algunos productos de venta libre contienen ingredientes prohibidos en algunas organizaciones de culturismo natural. 

## Interpretación
La interpretación de lo que cuenta como natural es un punto polémico entre los culturistas y sus practicantes. El sociólogo del culturismo Dr. Dimitris Liokaftos apunta a ciertas diferencias entre los culturistas estadounidenses y europeos. La postura británica en cuanto a competiciones naturales, pone mucho más énfasis en la adherencia a la lista prohibida de la WADA en comparación con las políticas estadounidenses, donde se pueden implementar partes de la lista prohibida de la WADA, en función del tipo de sustancia.